# 국립경찰박물관
국립경찰박물관(國立警察博物館, Korean National Police Museum)은 2005년 10월 14일에 경찰대학 소속으로 개관한 대한민국의 국립 경찰박물관이다. 개관 당시에는 서울 종로구 신문로 2가 58번지에 있었으나, 2021년에 서울 종로구 송월길 162로 옮겼다. 복식과 장비를 통해 경찰의 역사를 한 눈에 알아 볼 수 있고, 다양한 콘텐츠를 통해 경찰 업무를 직접 체험해 볼 수 있는 박물관이다.

## 이용 안내
- 주소 : 서울 종로구 송월길 162
- 개장시간
  - 하절기 09:30 ~ 17:30
  - 동절기 09:30 ~ 17:30
- 휴일 : 새해 첫날, 설연휴, 추석연휴
- 입장료 : 무료
- 기타
  - 단체관람시 일주일 전 사전예약 요망
  - 주차장 없음

## 사진

## 같이 보기
- 경찰박물관 목록
- 대한민국의 박물관과 미술관 목록
- 대한민국의 국립 박물관 목록